# 楠ろあ
楠 ろあ（くすのき ろあ、1996年6月4日 - ）は、日本のアイドル、女優、実業家、元YouTuber、元読者モデル。女性アイドルグループ・THE ORCHESTRA TOKYOのメンバー。

## 来歴
高校1年生の頃、地元の群馬県の高校を中退して上京。その後、東京都内の通信制高校に入学。
2015年8月、マーケティング事業を手がける株式会社ARONDOLLを設立し、代表取締役社長に就任。
2016年1月24日、ピアノプロモーションより女子高生アイドルグループ「反則実行委員会」を結成。7月25日に解散。
2016年10月26日、YouTubeチャンネル「クスノキフィルム。」を開設し、YouTuberとして活動を開始。VAZに所属。
2017年3月より、VAZが運営するYouTubeチャンネル「MelTV」にレギュラー出演。
2018年2月24日、同じくVAZ所属のこなんとYouTuberコンビ「気分屋ですがなにか？」を結成。2019年9月7日に事実上解散。
2018年6月3日、グラヴィティより女性アイドルグループ「藍色アステリズム」を結成し、「佐藤芽衣」名義で活動。2019年5月28日に卒業。
2020年12月18日より、藤田富脚本の舞台『君は嘘と知らない』にヒロイン役で出演。
2020年12月11日、一般企業に就職したことを報告。
2021年8月18日、15STYLEより女性アイドルグループ「HO6LA」を結成し、YouTuberを引退。2022年9月12日に解散。
2023年2月27日、SP-RAY.COの女性アイドルグループ「THE ORCHESTRA TOKYO」に加入。

## 出演

### 舞台
- 君は嘘と知らない（2020年12月18日 - 12月22日、劇団ToyLateLie、新宿シアターモリエール） - ヒロイン 役[7]

### ウェブ番組
- MelTV（2017年 - 2020年、VAZ・YouTube） - レギュラー[3]

### ウェブドラマ
- ルームシェア（2021年2月7日、デジホラ・YouTube）

### 音声ドラマ
- 桜木学園癒やし部～1年B組・空気晶葉編。～素直になれない後輩と、リラックスのためのASMR～（2020年） - 空気晶葉 役

### ミュージックビデオ
- t-Ace「ダレかいない？" / "ダレもいねえ」（2018年3月19日）
- シイナナルミ × Non Stop Rabbit「優しい彼氏」（2018年8月31日）
- 神秘（リーマンマイク）「七夕」（2019年8月7日）[12]
- やさしいひとたち。「一生の運を」（2023年12月25日）